# Hovslagargatan

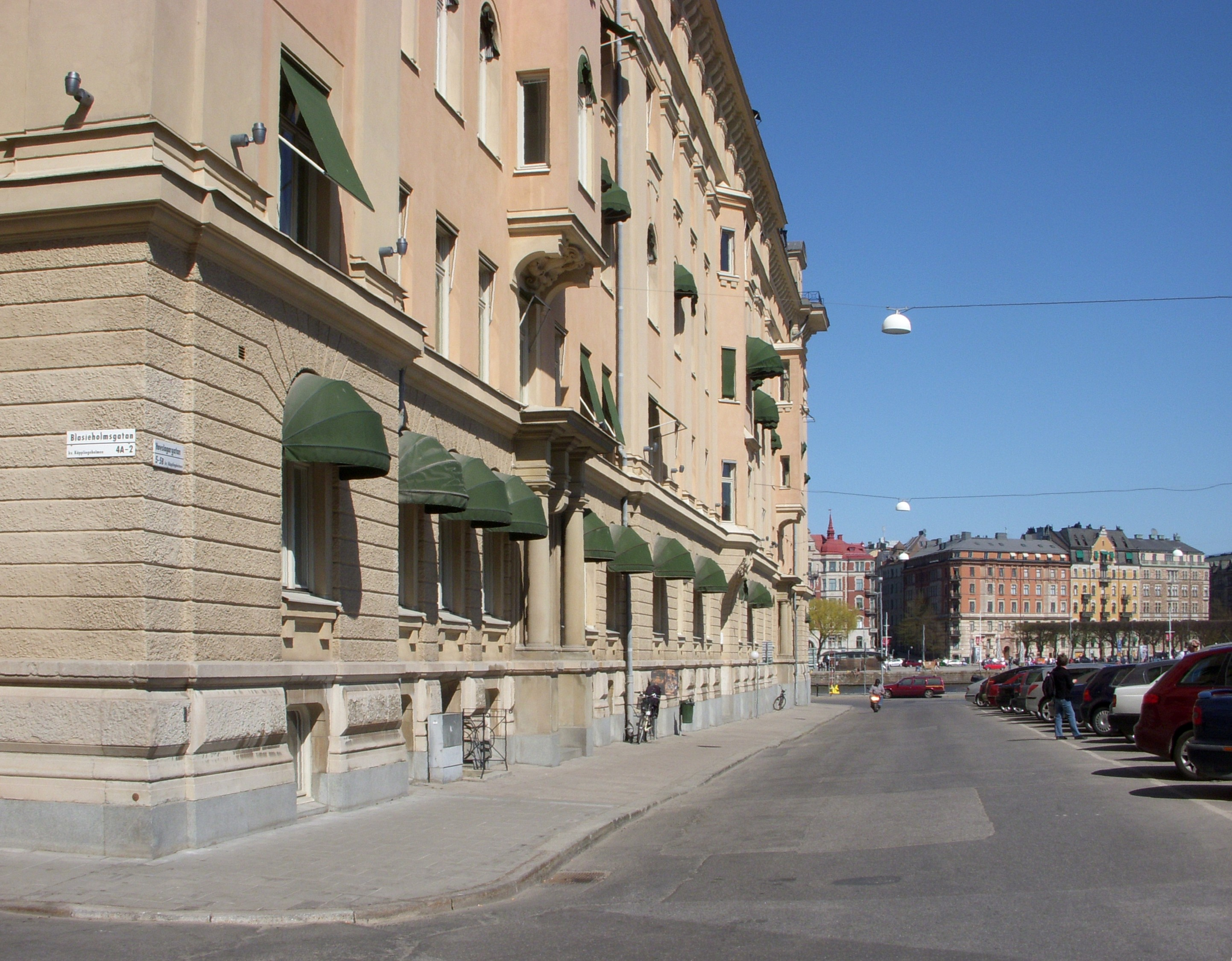
Hovslagargatan norrut i maj 2009.

Hovslagargatan är en gata på Blasieholmen i Stockholm, den sträcker sig i nord-sydlig riktning från Nybrokajen till Södra Blasieholmshamnen. Öster om Hovslagargatan ligger Tullhuset, Museiparken och Nationalmuseum, väster om gatan ligger Hellstrandska huset.
Hovslagargatan fick sitt nuvarande namn 1806 och då föreslogs Howslagare Gatan. Innan dess kallades gatan bland annat Varvsgränden och Sillhovsgränd.  Namnet Hovslagargatan härrör från hovslagare som hade sin verksamhet här, bland annat en hovslagare Tillman.
Sedan 2010 återfinns på Hovslagargatan 5 Irlands ambassad. På Hovslagargatan 2 återfanns innan 1960 Tyska legationen. Fastigheten inrymmer sedan 2008 Lydmar Hotel.